# Vardan Militosyan
Vardan Išxani Militosyan (in armeno Վարդան Իշխանի Միլիտոսյան?; Leninakan, 8 giugno 1950 – Gyumri, 29 aprile 2015) è stato un sollevatore sovietico di origine armena medagliato olimpico e mondiale e campione europeo che ha gareggiato nella categoria dei pesi medi (fino a 75 kg).

## Biografia
Iniziò a sollevare pesi da adolescente nella sua città natale e in seguito fu allenato dall'ex sollevatore armeno Hakob Faraǰyan.
A causa della forte concorrenza interna all'Unione Sovietica nella sua categoria di peso, Vardan Militosyan riuscì a mettersi in evidenza non prima del 1975, arrivando 3º ai campionati nazionali ed entrando nel giro della squadra nazionale sovietica.
Nel mese di aprile del 1976 esordì a livello internazionale ai campionati europei di Berlino Est, vincendo subito la medaglia d'oro con 340 kg nel totale. Nel mese di luglio dello stesso anno prese parte da principale favorito alle Olimpiadi di Montréal, dove però non riuscì a ripetere il risultato dei precedenti Europei, fermandosi a 330 kg nel totale e venendo battuto dal bulgaro Jordan Mitkov (335 kg), il quale era arrivato 3º ai precedenti campionati europei vinti da Militosyan. In quell'anno la competizione olimpica di sollevamento pesi era valida anche come campionato mondiale.
Nel 1977, nonostante avesse battuto il record mondiale nella prova di slancio, non venne selezionato per i campionati mondiali ed europei di Stoccarda, ove gli fu preferito il giovane concittadino Jurij Vardanjan, vincitore dei campionati nazionali, e che poi vinse il titolo mondiale ed europeo a Stoccarda.
L'anno successivo Vardanjan passò alla categoria superiore dei pesi massimi leggeri e ciò riaprì a Militosyan le porte della nazionale sovietica, venendo convocato ai campionati europei di Havířov dove vinse la medaglia d'oro con 342,5 kg nel totale. Qualche mese dopo Militosyan vinse la medaglia d'argento ai campionati mondiali di Gettysburg 1978 con 337,5 kg nel totale, battuto dal cubano Roberto Urrutia-Herdez (347,5 kg).
Nel 1979 ebbe un calo di rendimento che lo portò l'anno seguente a lasciare l'attività agonistica e a dedicarsi a quella di allenatore di sollevamento pesi, allenando tra gli altri suo cugino e concittadino Israyel Militosyan che diventerà campione olimpico a Barcellona 1992 nei pesi leggeri.
Curiosamente, Vardan Militosyan fu il primo sollevatore sovietico di origine armena a vincere una medaglia olimpica e Israyel Militosyan è stato l'ultimo.
Nel corso della sua carriera di sollevatore Vardan Militosyan stabilì quattro record mondiali nella prova di slancio e non riuscì mai a vincere un campionato nazionale sovietico.
Morì a 64 anni dopo una lunga malattia.